# Cathédrale Saint-Paul de Calcutta
Cette  cathédrale n’est pas la seule cathédrale Saint-Paul.
La cathédrale Saint-Paul de Calcutta est un édifice religieux anglican édifié en 1847 par les Anglais à Calcutta, en Inde. Construite comme cathédrale, pour remplacer l'église Saint-Jean, elle est située dans la partie méridionale du grand espace vert de Calcutta appelé 'Maïdan' où elle côtoie le Victoria Memorial, les centres culturels Nandan et Rabindra Sadan ainsi que le Birla Planetarium.
La cathédrale est d'architecture néo-gothique tandis que les vitraux et fresques intérieures sont d'inspiration florentine de style Renaissance. 

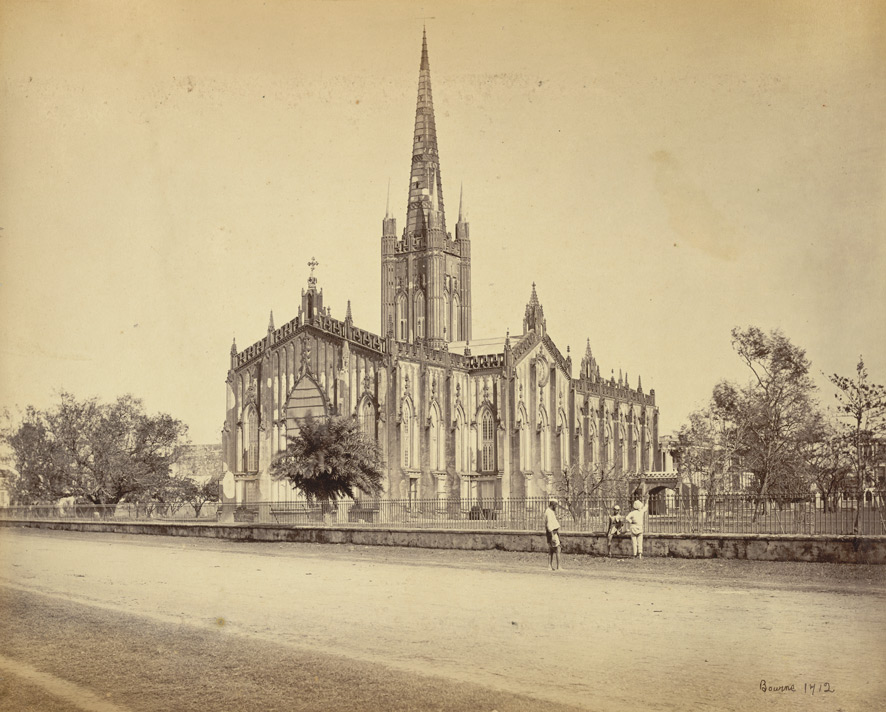
Chowringhee et la cathédrale Saint-Paul en 1865

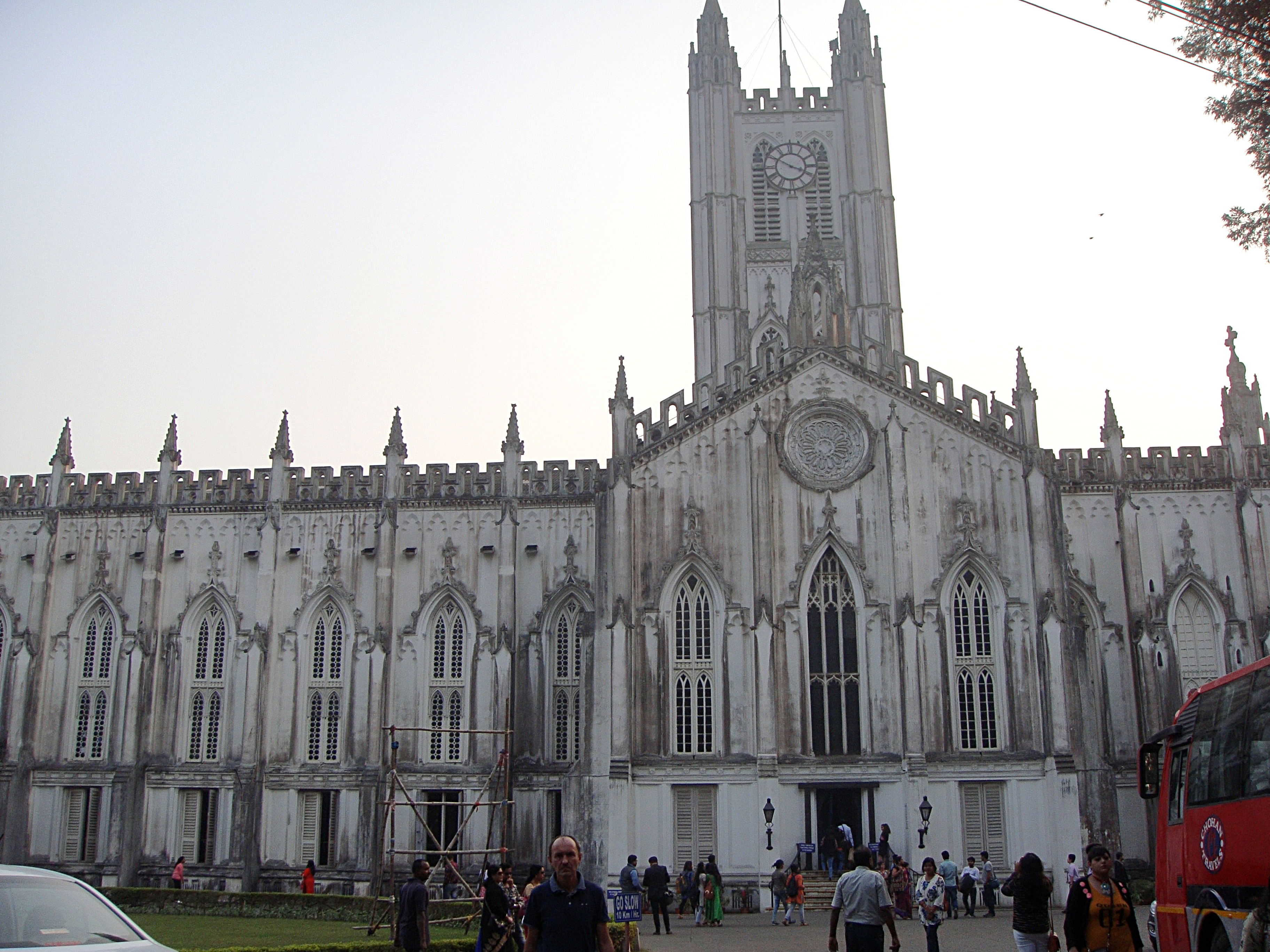
Calcutta, cathédrale Saint-Paul, décembre 2018

Le palais épiscopal se trouvant de l'autre côté de 'Chowringhee Road' ('Jawaharlal Nehru Road') est une des dernières résidences monumentales de type colonial - avec imposantes colonnes doriques - qui faisaient la gloire de 'Chowringhee' au XIXe siècle. 

## Histoire
La construction de cette cathédrale devait fournir un espace plus grand à la population de la communauté européenne de Calcutta (4 000 hommes et 300 femmes en 1810 dans la région du Bengale). En effet, l'église Saint John de James Agg construite en 1787 ne permettait plus d'accueillir la population chrétienne croissante dans la ville.
In 1762, bien avant que la décision ne fut prise de construire la cathédrale, l'emplacement était peuplé par une vie sauvage, et particulièrement de tigres. Plus tard, le lieu s'est développé bien qu'il soit loin au Sud de la ville. Il a pris le nom de Fives Court. 
En 1819, l'évêque Middleton a émis l'idée de construire une cathédrale dans ce quartier. Il n'a cependant pas eu le temps de voir la réalisatiton de ce projet. De même que ces successeurs, les évêques Heber, Thomas James et Turner meurent avoir l'achèvement de la construction.
La première ébauche de la cathédrale a été dessinée en 1819 par William Nairn Forbes à la demande du Francis Rawdon-Hastings, Gouverneur Général du Bengal. À cause de son coût trop élevé, elle n'a pas été acceptée.
Le projet a été revu seulement en 1832, quand l'évêque  Daniel Wilson est arrivé à Calcutta et un terrain de 7 hectares a été acheté. Comme demandé par le nouvel archevêque Wilson, Forbes a alors esquissé une cathédrale pouvant accueillir entre 800 et 1 000 personnes. 
Un comité a été créé et l'architecture fut décidée. Les premières pierres ont été posées le 8 octobre 1839. À cette occasion, très suivie par les Européens, la reine Victoria a envoyé dix pièces d'argenterie pour la cathédrale. La construction fut achevée en huit ans, le 8 octobre 1847. En considérant le chœur, le sanctuaire, les chapelles et le clocher de 61 mètres, le coût de la construction s'élève alors à 435 669 Roupies indiennes.
L'architecture s'inspire de la combinaison des styles classique et gothique. L'édifice était considéré comme moderne pour l'époque puisque la charpente est constituée de fer et d'acier. L'ingénieur militaire, commandant Wiliam Nairn Forbes (1796-1855) a dessiné les croquis de la cathédrale avec l'aide de l'architecte C. K. Robinson. Il a façonné la tour et sa flèche comme celle de la cathédrale de Norwich,,,
Lors des séismes de 1897 et de 1934, Calcutta fut dévastée et le clocher de la cathédrale s'est effondré. La Tour fut reconstruite selon les lignes de la Tour central Bell Harry de la cathédrale de Canterbury après le second séisme. 
Une statue du deuxième l'évêque de Calcutta, Heber, se dresse dans la cathédrale. Elle fut sculptée par Francis Leggatt Chantrey
Non loin du  Victoria Memorial, la cathédrale est actuellement maintenue dans une atmosphère sereine et dans un parc qui inspire la paix. Des gens de toutes les confessions peuvent la visiter ou assister aux offices religieux.